# Кастр-2
Кастр-2 (фр. Castres-2) — кантон во Франции, находится в регионе Юг-Пиренеи, департамент Тарн. Входит в состав округа Кастр.
Код INSEE кантона — 8108. В состав кантона входит 6 коммун и часть коммуны Кастр.
Кантон был образован 22 марта 2015 года. В состав новообразованного кантона вошли коммуны упразднённых кантонов Роккурб (5 коммун), Мазаме-Нор-Эст (1 коммуна) и часть коммуны Кастр.

## История
Новая норма административного деления, созданная декретом от 17 февраля 2014 года, вступила в силу на первых региональных (территориальных) выборах (новый тип выборов во Франции). Таким образом, единые территориальные выборы заменяют два вида голосования, существовавших до сих пор: региональные выборы и кантональные выборы (выборы генеральных советников). Первые выборы такого типа, на которых избирают одновременно и региональных советников (членов парламентов французских регионов), и генеральных советников (членов парламентов французских департаментов), состоялись в два тура 22 и 29 марта 2015 года. Эта дата официально считается датой создания новых кантонов и упразднения части старых. Начиная с этих выборов, советники избираются по смешанной системе (мажоритарной и пропорциональной). Избиратели каждого кантона выбирают Совет департамента (новое название генерального Совета): двух советников разного пола. Этот новый механизм голосования потребовал перераспределения коммун по кантонам, количество которых в департаменте уменьшилось вдвое с округлением итоговой величины вверх до нечётного числа в соответствии с условиями минимального порога, определённого статьёй 4 закона от 17 мая 2013 года.

## Население
Население кантона на 2015 год составляло … человек.

## Коммуны кантона
| Коммуна                | Население, чел. (2012) | Почтовый индекс | Код INSEE |
| ---------------------- | ---------------------- | --------------- | --------- |
| Бюрла                  | 1935                   | 81100           | 81042     |
| Кастр                  |                        | 81100           | 81065     |
| Монфа                  | 437                    | 81210           | 81177     |
| Роккурб                | 2309                   | 81210           | 81227     |
| Сен-Жермье             | 134                    | 81210           | 81252     |
| Сен-Жан-де-Валь        | 81                     | 81210           | 81256     |
| Сен-Сальви-де-ла-Бальм | 551                    | 81490           | 81269     |